# Marcus Milonius Verus Iunianus
Marcus Milonius Verus Iunianus war ein im 1. Jahrhundert n. Chr. lebender Angehöriger des römischen Ritterstandes (Eques).
Durch ein Militärdiplom, das auf den 18. Juni 54 datiert ist, ist belegt, dass Iunianus 54 Kommandeur der Ala Gallorum et Thracum Antiana war, die zu diesem Zeitpunkt in der Provinz Syria stationiert war; die Leitung dieser Einheit dürfte sein drittes militärisches Kommando im Rahmen der Tres militiae gewesen sein. Iunianus stammte vermutlich aus Italien.